# Toda (Saitama)
Pour les articles homonymes, voir Toda.
Toda (戸田市, Toda-shi) est une ville de la préfecture de Saitama, au Japon.

## Géographie

### Situation
Toda est située dans la plaine de l'extrême sud-est de la préfecture de Saitama, séparée de Tokyo par le fleuve Ara.

### Démographie
En 2010, la population de la ville de Toda était de 123 763 habitants pour une superficie de 18,19 km2. Au 1er juin 2023, elle était de 142 131 habitants.

### Climat
Toda a un climat subtropical humide caractérisé par des étés chauds et des hivers frais avec peu ou pas de chutes de neige. La température moyenne annuelle est de 14,8 °C. La pluviométrie annuelle moyenne est de 1 482 mm, septembre étant le mois le plus humide

## Histoire
Les villages de Niizo, Kamitoda et Shimotoda ont été créés avec l'établissement des municipalités moderne le 1er avril 1889. Les villages ont fusionné le 1er juin 1941 pour former le bourg de Toda, qui a été élevé au statut de ville le 1er octobre 1966.

## Transports
La ville est desservie par la ligne Saikyō de la compagnie JR East aux gares de Toda-Kōen, Toda et Kita-Toda. 

## Jumelages
Toda est jumelée avec :
- Liverpool (Australie),
- Kaifeng (Chine).